# Stayokay

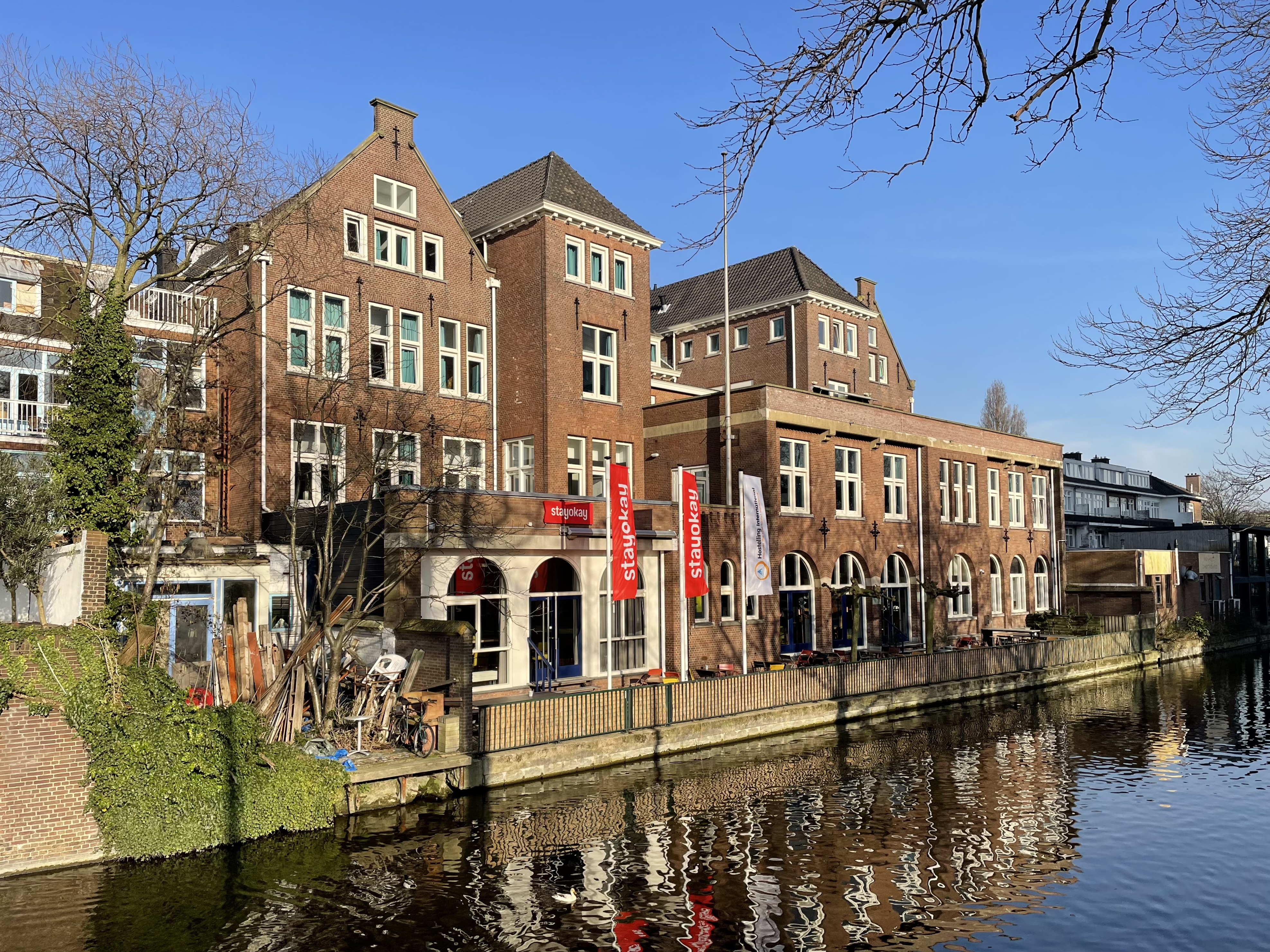
Stayokay La Haye

Stayokay est une chaine néerlandaise de 22 auberges de jeunesse. Créée en 1929 comme Centre de la jeunesse néerlandaise, le nom a été changé en 2003 en Stayokay. Stayokay est membre de Hostelling International, un réseau international de plus de 4000 auberges dans le monde entier.